# Walkes
Walkes is een dorp in de Duitse gemeente Geisa in het Wartburgkreis in Thüringen. In  1974 fuseerde het dorp met het naastgelegen Ketten. Deze fusiegemeente ging in 1994 op in de gemeente Rockenstuhl. In 2008 werd Rockenstuhl opgeheven en werden de dorpen van die gemeente toegevoegd aan Geisa.